# 加賀温泉バス

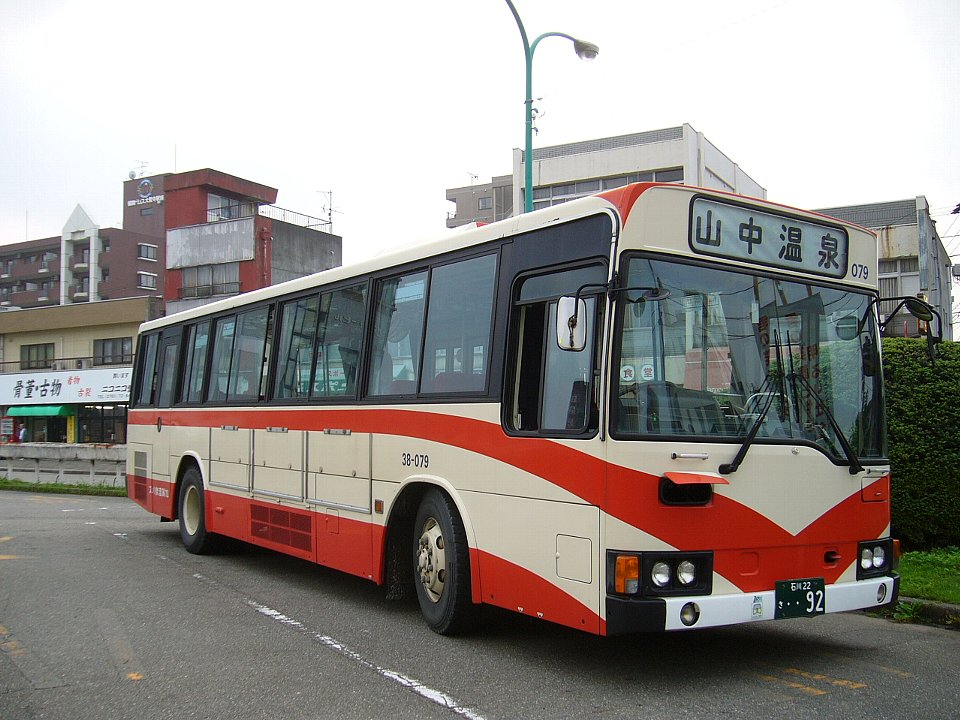
大聖寺駅前にて

加賀温泉バス株式会社（かがおんせんバス）は、かつて石川県加賀市に本社を置いていた北陸鉄道グループのバス事業者。
親会社の北陸鉄道より路線バスを譲り受け、加賀市内において営業。2021年（令和3年）7月1日、小松バスとの合併に伴い、社名を北鉄加賀バスに変更。旧加賀温泉バスの本社所在地は北鉄加賀バスの加賀営業所となっている。

## 歴史
- 1993年（平成5年）12月9日 - 会社設立 [8]
- 1994年（平成6年）3月31日 - 北陸鉄道より加賀江沼地区の7路線、車両11台を譲り受けて事業開始[9]。
- 1997年（平成9年）4月 - 本社を加賀温泉駅前（加賀市小菅波町）[10]に移転。
  - 加賀市からの路線維持のための補助金（当時の年額、1163万円）が2007年度限りで打ち切られた[11]ことにより、2008年春に大聖寺サービスセンターの閉鎖ならびに8路線に及ぶバス路線を廃止。2015年3月に大規模な路線改廃が行われている[要出典]。
- 2017年（平成29年）5月 - 加賀温泉駅の北陸新幹線建設工事に伴い、本社を現在の加賀市加茂町へ移転。
- 2021年（令和3年）7月1日 - 小松バスと合併し[4][5]、社名を北鉄加賀バス株式会社に変更（加賀温泉バスが存続法人、小松バスが消滅法人となる吸収合併方式）[12]。なお、新会社の本社・社長は小松バスが継承。

## 路線一覧
2021年の合併前時点、加賀営業所担当路線を記載（主要バス停のみ）。現在の運行路線の詳細は小松市周辺の路線は北鉄加賀バス#加賀営業所担当路線を参照。

### 一般路線
温泉山中線
加賀温泉駅 - 山代温泉東口 - 山中温泉 - こおろぎ橋 - （ゆーゆー館前） - 栢野
加賀温泉駅 - 山代温泉東口 - 山中温泉
- 加賀温泉駅と山中温泉とを結ぶ。一部便は栢野まで運行。途中のゆーゆー館前へは 栢野へ向かう一部の便が経由する。

吉崎線
加賀温泉駅 - イオン加賀の里店前 - 河崎上神社前 - 大聖寺駅前 - かが交流プラザさくら - 吉崎 - 塩屋
加賀温泉駅 - イオン加賀の里店前 - 保賀西 - 大聖寺駅前 - かが交流プラザさくら - 吉崎 - 塩屋
- 吉崎線は従来、山中温泉 - 大聖寺駅 - 塩屋の系統だったが通しで運行するバスは存在せず、大聖寺駅前（一部の便は加賀市民病院、大聖寺実業高校前）から山中温泉、山代温泉東口、塩屋へ向かう便があった。
- 2015年3月のダイヤ改正で系統分割を行い、塩屋へ向かう便を大聖寺から加賀温泉駅まで延長。
- 2018年4月のダイヤ改正で「保賀西」バス停を新設し、河崎上神社前経由と保賀西経由の2系統に分割した。
- 旧吉崎線の運転系統（北陸鉄道山中線廃止代替バス）
  - 山中温泉 - 大聖寺駅前
  - 大聖寺駅前・加賀市民病院・大聖寺実業高校前 - 山中温泉・山代温泉東口・塩屋

山代大聖寺線
山中温泉  - 山代温泉東口 - 大聖寺駅前 - 大聖寺実業高校前 / かが交流プラザさくら
- 北陸鉄道山中線廃止代替バスの流れをくむ路線。
- 2015年3月のダイヤ改正により、従来の吉崎線のうち、山中温泉発着の系統を分割。

温泉片山津線
加賀温泉駅 → 冨塚 → 片山津温泉 → 石川病院 → 潮津 → 湖城団地 → 冨塚 → 加賀温泉駅【循環系統】
- 2010年11月14日より加賀市による実証運行を受託し運行している。いつまで運行されるかは明記されていない。
- 2015年3月のダイヤ改正で、石川病院まで路線延長。
- 2018年4月のダイヤ改正で「湯の谷橋」バス停を新設。

温泉大聖寺線
加賀温泉駅 - 中央公園口 - 大聖寺駅前 - かが交流プラザさくら
- 2015年3月のダイヤ改正で新設。
- 2019年4月のダイヤ改正で1日14便(7往復)から1日10便(5往復)に減便。

### 特急・急行
加賀ゆのさと特急（温泉特急線）
兼六園下・金沢城 - 広坂・21世紀美術館 - 香林坊 - 武蔵ヶ辻・近江町市場 - 金沢駅西口 - 片山津5区 - 片山津温泉 - 山代温泉東口 - 山代温泉 - 山代温泉西口 - 山中温泉 - 菊の湯前
- 先着順の座席定員制。「特急」の名前がついているものの、鉄道などにみられる特別急行券の概念がなく、特別急行料金は発生しない。ただし、運賃のほかに座席料として30円が別途必要。金沢市内区間内での乗降利用はできないが、加賀市内区間内での乗降利用は可能である。金沢市内まで乗り入れているものの、ICaは利用することはできない。
- 2016年4月のダイヤ改正で海側ルート（現行）と山側ルート（金沢駅東口 - 武蔵ヶ辻・近江町市場 - 兼六園下・金沢城 - 香林坊 - 片町 - 辰口温泉口 - 八幡温泉口 - 粟津温泉 - 那谷寺 - 山代温泉東口 - 山中温泉 - 菊の湯前)1往復ずつの運行から、海側ルート2往復に変更された。
- 2023年8月をもって運行休止となっている。

## 事業所所在地
北鉄加賀バス加賀営業所（旧加賀温泉バス本社所在地）
- 石川県加賀市加茂町335番地

山中温泉バスターミナル
- 石川県加賀市山中温泉本町1丁目ト31-1

## 保有車両
2021年4月時点で、保有メーカーは三菱ふそうトラック・バス、日野自動車、旧日産ディーゼルの3社となっている。また、保有車両は18台(乗合13台・貸切5台)と北陸鉄道のグループでは最小となっている

## 貸切バスの安全性評価認定
★★★「三つ星」認定事業者